# Championnat du monde junior de rugby à XV 2023
Ne doit pas être confondu avec Trophée mondial de rugby à XV des moins de 20 ans 2023.
Navigation
Championnat du monde junior 2019 Championnat du monde junior 2024
Le Championnat du monde junior de rugby à XV 2023, 13e édition de cette compétition, a lieu en Afrique du Sud du 24 juin 2023 au 14 juillet 2023. C'est la première à être disputée depuis la pandémie de Covid-19 qui a vu trois mondiaux consécutifs annulés.

## Équipes participantes et groupes
Les douze équipes nationales des moins de 20 ans qualifiées sont réparties dans les trois groupes suivants, en fonction de leur classement lors de l'édition précédente :
| Groupe A             | Groupe B       | Groupe C           |
| -------------------- | -------------- | ------------------ |
| France -20 (T)       | Australie -20  | Afrique du Sud -20 |
| Pays de Galles -20   | Angleterre -20 | Argentine -20      |
| Nouvelle-Zélande -20 | Irlande -20    | Italie -20         |
| Japon -20            | Fidji -20      | Géorgie -20        |

## Stades
L'Afrique du Sud est désignée pour organiser la compétition ; les villes de Paarl, Wellington et Stellenbosch sont choisies pour accueillir les rencontres. Cependant, Wellington et son Boland Stadium (en) sont finalement remplacés par l'Athlone Stadium basé au Cap.
| Ville        | Stade                | Capacité |
| ------------ | -------------------- | -------- |
| Le Cap       | Athlone Stadium      | 34 000   |
| Paarl        | Paarl Gimnasium (en) | 2 000    |
| Stellenbosch | Danie Craven Stadium | 16 000   |

## Acteurs du Championnat du monde junior 2023

### Arbitres
Les arbitres de champ du Championnat du monde junior 2023 sont les suivants :
| Rugby Europe | Asia Rugby               | Oceania Rugby                          | Rugby Afrique                                                          | Sudamérica Rugby   |
| --- | ------------------------ | -------------------------------------- | ---------------------------------------------------------------------- | ------------------ |
| - Ben Blain (en) (arbitre vidéo) - Ben Breakspear - Eoghan Cross (en) - Hollie Davidson - Matteo Liperini (arbitre vidéo) - Luc Ramos - Anthony Woodthorpe | - Takehito Namekawa (ja) | - Reuben Keane (en) - Angus Mabey (en) | - Morné Ferreira (en) - Marius van der Westhuizen (en) (arbitre vidéo) | - Damián Schneider |

## Résultats

### Phase de groupes
- Les premiers de chaque groupe et le meilleur deuxième sont qualifiés pour les demi-finales.
- Les deux moins bons deuxièmes et les deux meilleurs troisièmes participent aux matchs de classement pour les places 5 à 8.
- Le moins bon troisième et tous les quatrièmes participent aux matchs de classement pour les places 9 à 12.

#### Groupe A
| Rang | Pays                 | J | V | N | D | Bo | Bd | Pm  | Pe  | Diff | Pts |
| ---- | -------------------- | - | - | - | - | -- | -- | --- | --- | ---- | --- |
| 1    | France -20           | 3 | 3 | 0 | 0 | 3  | 0  | 153 | 45  | +108 | 15  |
| 2    | Nouvelle-Zélande -20 | 3 | 2 | 0 | 1 | 2  | 0  | 103 | 80  | +23  | 10  |
| 3    | Pays de Galles -20   | 3 | 1 | 0 | 2 | 2  | 1  | 86  | 89  | -3   | 7   |
| 4    | Japon -20            | 3 | 0 | 0 | 3 | 0  | 0  | 50  | 178 | -128 | 0   |

#### Groupe B
| Rang | Pays           | J | V | N | D | Bo | Bd | Pm  | Pe  | Diff | Pts |
| ---- | -------------- | - | - | - | - | -- | -- | --- | --- | ---- | --- |
| 1    | Irlande -20    | 3 | 2 | 1 | 0 | 2  | 0  | 111 | 71  | +40  | 12  |
| 2    | Angleterre -20 | 3 | 1 | 2 | 0 | 2  | 0  | 109 | 63  | +46  | 10  |
| 3    | Australie -20  | 3 | 1 | 1 | 1 | 1  | 0  | 78  | 89  | -11  | 7   |
| 4    | Fidji -20      | 3 | 0 | 0 | 3 | 2  | 0  | 71  | 146 | -75  | 2   |

#### Groupe C
| Rang | Pays               | J | V | N | D | Bo | Bd | Pm | Pe | Diff | Pts |
| ---- | ------------------ | - | - | - | - | -- | -- | -- | -- | ---- | --- |
| 1    | Afrique du Sud -20 | 3 | 2 | 0 | 1 | 1  | 0  | 83 | 73 | +10  | 9   |
| 2    | Géorgie -20        | 3 | 2 | 0 | 1 | 1  | 0  | 73 | 50 | +23  | 9   |
| 3    | Argentine -20      | 3 | 1 | 0 | 2 | 1  | 0  | 59 | 59 | 0    | 5   |
| 4    | Italie -20         | 3 | 1 | 0 | 2 | 1  | 0  | 66 | 99 | -33  | 5   |

- L'Afrique du Sud finit première de poule car elle a gagné sa confrontation directe contre la Géorgie.
- L'Argentine finit troisième car elle a gagné sa confrontation directe contre l'Italie.

#### Classement de la phase de groupes
| Rang | Équipe               | RG  | Pts | Diff  |
| ---- | -------------------- | --- | --- | ----- |
| 1    | France -20           | 1er | 15  | + 108 |
| 2    | Irlande -20          | 1er | 12  | + 40  |
| 3    | Afrique du Sud -20   | 1er | 9   | + 10  |
| 4    | Angleterre -20       | 2e  | 10  | + 46  |
| 5    | Nouvelle-Zélande -20 | 2e  | 10  | + 23  |
| 6    | Géorgie -20          | 2e  | 9   | + 23  |
| 7    | Pays de Galles -20   | 3e  | 7   | - 3   |
| 8    | Australie -20        | 3e  | 7   | - 11  |
| 9    | Argentine -20        | 3e  | 5   | 0     |
| 10   | Italie -20           | 4e  | 5   | - 33  |
| 11   | Fidji -20            | 4e  | 2   | - 75  |
| 12   | Japon -20            | 4e  | 0   | - 128 |

### Phase finale

#### Classement 9 à 12
|  | Demi-finales de classement                               | Demi-finales de classement                              |                         |    | Match pour la 9e place                                   | Match pour la 9e place                                   |
|  | Demi-finales de classement                               | Demi-finales de classement                              |                         |    | Match pour la 9e place                                   | Match pour la 9e place                                   |
|  |                                                          |                                                         |                         |    |                                                          |                                                          |
|  | Le 9 juillet 2023 au Danie Craven Stadium, Stellenbosch  | Le 9 juillet 2023 au Danie Craven Stadium, Stellenbosch |                         |    | Le 14 juillet 2023 au Danie Craven Stadium, Stellenbosch | Le 14 juillet 2023 au Danie Craven Stadium, Stellenbosch |
|  | Le 9 juillet 2023 au Danie Craven Stadium, Stellenbosch  | Le 9 juillet 2023 au Danie Craven Stadium, Stellenbosch |                         |    | Le 14 juillet 2023 au Danie Craven Stadium, Stellenbosch | Le 14 juillet 2023 au Danie Craven Stadium, Stellenbosch |
|  | Italie -20                                               | 26                                                      |                         |    | Le 14 juillet 2023 au Danie Craven Stadium, Stellenbosch | Le 14 juillet 2023 au Danie Craven Stadium, Stellenbosch |
|  | Italie -20                                               | 26                                                      |                         |    | Le 14 juillet 2023 au Danie Craven Stadium, Stellenbosch | Le 14 juillet 2023 au Danie Craven Stadium, Stellenbosch |
|  | Fidji -20                                                | 41                                                      |                         |    | Le 14 juillet 2023 au Danie Craven Stadium, Stellenbosch | Le 14 juillet 2023 au Danie Craven Stadium, Stellenbosch |
|  | Fidji -20                                                | 41                                                      | Fidji -20               | 22 |                                                          |                                                          |
|  | Le 9 juillet 2023 au Danie Craven Stadium, Stellenbosch  |                                                         | Fidji -20               | 22 |                                                          |                                                          |
|  |                                                          | Argentine -20                                           | 43                      |    |                                                          |                                                          |
|  | Argentine -20                                            | Argentine -20                                           | 43                      | 45 |                                                          |                                                          |
|  | Argentine -20                                            |                                                         |                         | 45 |                                                          |                                                          |
|  | Japon -20                                                | 20                                                      |                         |    |                                                          |                                                          |
|  | Japon -20                                                | 20                                                      | Match pour la 11e place |    |                                                          |                                                          |
|  |                                                          |                                                         |                         |    |                                                          |                                                          |
|  | Le 14 juillet 2023 au Danie Craven Stadium, Stellenbosch |                                                         |                         |    |                                                          |                                                          |
|  |                                                          |                                                         |                         |    |                                                          |                                                          |
|  | Italie -20                                               | 45                                                      |                         |    |                                                          |                                                          |
|  | Italie -20                                               | 45                                                      |                         |    |                                                          |                                                          |
|  | Japon -20                                                | 27                                                      |                         |    |                                                          |                                                          |
|  | Japon -20                                                | 27                                                      |                         |    |                                                          |                                                          |

##### Demi-finales de classement
| 9 juillet 2023 11 h 0 UTC+02:00 | Italie -20 | 26 - 41 (12 - 24) | Fidji -20 | Paarl Gimnasium (en), Paarl Arbitre : Luc Ramos |
| 9 juillet 2023 11 h 0 UTC+02:00 | Essai(s) : 4 Gallorini (en) (4e), Quattrini (23e), Botturi (58e), Gasperini (61e) Transformation(s) : 3 Brisighella (6e, 58e, 62e) | Rapport           | Essai(s) : 5 Vocevoce (en) (10e), Basiyalo (28e), Masiwini (35e), Nalasi (66e), Finau (71e) Transformation(s) : 5 Armstrong-Ravula (en) (11e, 29e, 37e, 68e, 73e) Pénalité(s) : 2 Armstrong-Ravula (17e, 50e) Carton(s) jaune(s) : 1 Navonovono (22e) | Paarl Gimnasium (en), Paarl Arbitre : Luc Ramos |
| 9 juillet 2023 11 h 0 UTC+02:00 | | Rapport           | | Paarl Gimnasium (en), Paarl Arbitre : Luc Ramos |

| 9 juillet 2023 13 h 30 UTC+02:00 | Argentine -20 | 45 - 20 (24 - 7) | Japon -20 | Paarl Gimnasium (en), Paarl Arbitre : Morné Ferreira (en) |
| 9 juillet 2023 13 h 30 UTC+02:00 | Essai(s) : 7 Mallía (es) (7e), Elías (14e), Moyano (29e), Soler (es) (35e), Bildosola (es) (56e), Chiavassa (es) (60e), Sánchez Valarolo (78e) Transformation(s) : 5 Dicapua (15e, 31e, 80e), Mallía (57e, 61e) Carton(s) jaune(s) : 1 Dicapua (es) (43e) | Rapport          | Essai(s) : 2 Omachi (4e), Oike (46e) Transformation(s) : 2 Naramoto (5e, 47e) Pénalité(s) : 2 Naramoto (51e, 53e) | Paarl Gimnasium (en), Paarl Arbitre : Morné Ferreira (en) |
| 9 juillet 2023 13 h 30 UTC+02:00 | | Rapport          | | Paarl Gimnasium (en), Paarl Arbitre : Morné Ferreira (en) |

##### Match pour la11eplace
| 14 juillet 2023 12 h 0 UTC+02:00 | Italie -20 | 45 - 27 (26 - 10) | Japon -20 | Danie Craven Stadium, Stellenbosch Arbitre : Eoghan Cross (en) |
| 14 juillet 2023 12 h 0 UTC+02:00 | Essai(s) : 7 Passarella (en) (2e, 40e+1 , 74e), Casilio (18e), Gesi (31e), Odiase (en) (53e), Bozzoni (72e) Transformation(s) : 5 Brisighella (19e, 32e, 40e+2, 54e, 73e) Carton(s) jaune(s) : 1 Bozzoni (14e) | Rapport           | Essai(s) : 4 Omachi (15e), Oike (47e), Hayashi (76e), Nagashima (80e) Transformation(s) : 2 Naramoto (16e), Nonaka (77e) Carton(s) rouge(s) : 1 Takahashi (63e) | Danie Craven Stadium, Stellenbosch Arbitre : Eoghan Cross (en) |
| 14 juillet 2023 12 h 0 UTC+02:00 | | Rapport           | | Danie Craven Stadium, Stellenbosch Arbitre : Eoghan Cross (en) |

##### Match pour la9eplace
| 14 juillet 2023 14 h 30 UTC+02:00 | Fidji -20 | 22 - 43 (5 - 29) | Argentine -20 | Danie Craven Stadium, Stellenbosch Arbitre : Ben Breakspear |
| 14 juillet 2023 14 h 30 UTC+02:00 | Essai(s) : 4 Tagivetaua (7e), Nalaga (en)(41e), Basiyalo (53e, 65e) Transformation(s) : 1 Basiyalo (42e) Carton(s) jaune(s) : 3 Baselala (en) (17e), Nakalevu (47e), Misiwini (76e) | Rapport          | Essai(s) : 7 Soler Filloy (11e), Minoyetti (es) (20e), Giudice (25e), Chiavassa (es) (29e, 68e), Di Biase (33e), de pénalité (47e) Transformation(s) : 4 Dicapua (es) (27e, 35e, 69e), de pénalité (47e) Carton(s) jaune(s) : 2 Lorenzo (es) (40e), Sánchez Varaloro (40e) Carton(s) rouge(s) : 1 García Hamilton (71e) | Danie Craven Stadium, Stellenbosch Arbitre : Ben Breakspear |
| 14 juillet 2023 14 h 30 UTC+02:00 | | Rapport          | | Danie Craven Stadium, Stellenbosch Arbitre : Ben Breakspear |

#### Classement 5 à 8
|  | Demi-finales de classement                              | Demi-finales de classement                    |                        |    | Match pour la 5e place                                   | Match pour la 5e place                                   |
|  | Demi-finales de classement                              | Demi-finales de classement                    |                        |    | Match pour la 5e place                                   | Match pour la 5e place                                   |
|  |                                                         |                                               |                        |    |                                                          |                                                          |
|  | Le 9 juillet 2023 à l'Athlone Stadium, Le Cap           | Le 9 juillet 2023 à l'Athlone Stadium, Le Cap |                        |    | Le 14 juillet 2023 au Danie Craven Stadium, Stellenbosch | Le 14 juillet 2023 au Danie Craven Stadium, Stellenbosch |
|  | Le 9 juillet 2023 à l'Athlone Stadium, Le Cap           | Le 9 juillet 2023 à l'Athlone Stadium, Le Cap |                        |    | Le 14 juillet 2023 au Danie Craven Stadium, Stellenbosch | Le 14 juillet 2023 au Danie Craven Stadium, Stellenbosch |
|  | Nouvelle-Zélande -20                                    | 35                                            |                        |    | Le 14 juillet 2023 au Danie Craven Stadium, Stellenbosch | Le 14 juillet 2023 au Danie Craven Stadium, Stellenbosch |
|  | Nouvelle-Zélande -20                                    | 35                                            |                        |    | Le 14 juillet 2023 au Danie Craven Stadium, Stellenbosch | Le 14 juillet 2023 au Danie Craven Stadium, Stellenbosch |
|  | Australie -20                                           | 44                                            |                        |    | Le 14 juillet 2023 au Danie Craven Stadium, Stellenbosch | Le 14 juillet 2023 au Danie Craven Stadium, Stellenbosch |
|  | Australie -20                                           | 44                                            | Australie -20          | 57 |                                                          |                                                          |
|  | Le 9 juillet 2023 au Danie Craven Stadium, Stellenbosch |                                               | Australie -20          | 57 |                                                          |                                                          |
|  |                                                         | Pays de Galles -20                            | 33                     |    |                                                          |                                                          |
|  | Géorgie -20                                             | Pays de Galles -20                            | 33                     | 21 |                                                          |                                                          |
|  | Géorgie -20                                             |                                               |                        | 21 |                                                          |                                                          |
|  | Pays de Galles -20                                      | 40                                            |                        |    |                                                          |                                                          |
|  | Pays de Galles -20                                      | 40                                            | Match pour la 7e place |    |                                                          |                                                          |
|  |                                                         |                                               |                        |    |                                                          |                                                          |
|  | Le 14 juillet 2023 à l'Athlone Stadium, Le Cap          |                                               |                        |    |                                                          |                                                          |
|  |                                                         |                                               |                        |    |                                                          |                                                          |
|  | Nouvelle-Zélande -20                                    | 50                                            |                        |    |                                                          |                                                          |
|  | Nouvelle-Zélande -20                                    | 50                                            |                        |    |                                                          |                                                          |
|  | Géorgie -20                                             | 26                                            |                        |    |                                                          |                                                          |
|  | Géorgie -20                                             | 26                                            |                        |    |                                                          |                                                          |

##### Demi-finales de classement
| 9 juillet 2023 14 h 0 UTC+02:00 | Nouvelle-Zélande -20 | 35 - 44 (25 - 18) | Australie -20 | Athlone Stadium, Le Cap Arbitre : Takehito Namekawa (ja) |
| 9 juillet 2023 14 h 0 UTC+02:00 | Essai(s) : 4 Springer (en) (2e), Tangitau (en) (19e, 56e), Wrampling-Alec (en) (38e), Taylor (en) (44e) Transformation(s) : 2 Kemara (en) (20e, 39e) Pénalité(s) : 1 Kemara (32e) Drop(s) : 1 Kemara (40e+1) Carton(s) jaune(s) : 2 Wrampling-Alec (23e), Taele (en) (73e) Carton(s) rouge(s) : 1 Allen (en) (13e) | Rapport           | Essai(s) : 7 Craig (en) (15e, 23e), O'Donnell (en) (27e), Ryan (en) (46e, 58e), Leahy (en) (51e), Wilson (en) (77e) Transformation(s) : 3 McLaughlin-Phillips (en) (47e, 59e, 78e) Pénalité(s) : 1 McLaughlin-Phillips (9e) | Athlone Stadium, Le Cap Arbitre : Takehito Namekawa (ja) |
| 9 juillet 2023 14 h 0 UTC+02:00 | | Rapport           | | Athlone Stadium, Le Cap Arbitre : Takehito Namekawa (ja) |

| 9 juillet 2023 16 h 0 UTC+02:00 | Géorgie -20 | 21 - 40 (6 - 7) | Pays de Galles -20 | Paarl Gimnasium (en), Paarl Arbitre : Hollie Davidson |
| 9 juillet 2023 16 h 0 UTC+02:00 | Essai(s) : 3 Mamaiashvili (47e), Chamiashvili (64e), Kakhoidze (77e) Pénalité(s) : 2 Khutsishvili (4e, 17e) Carton(s) jaune(s) : 1 Kakhoidze (36e) | Rapport         | Essai(s) : 6 Lloyd (38e), Hennessey (en) (42e, 50e), Houston (54e), de la Rua (en) (70e), Westwood (en) (79e) Transformation(s) : 5 Edwards (37e, 43e, 51e, 72e), Wilde (80e) Carton(s) jaune(s) : 1 Hennessey (65e) | Paarl Gimnasium (en), Paarl Arbitre : Hollie Davidson |
| 9 juillet 2023 16 h 0 UTC+02:00 | | Rapport         | | Paarl Gimnasium (en), Paarl Arbitre : Hollie Davidson |

##### Match pour la7eplace
| 14 juillet 2023 17 h 0 UTC+02:00 | Géorgie -20 | 26 - 50 (14 - 33) | Nouvelle-Zélande -20 | Danie Craven Stadium, Stellenbosch Arbitre : Anthony Woodthorpe |
| 14 juillet 2023 17 h 0 UTC+02:00 | Essai(s) : 4 Mikadze (32e), Khonelidze (39e, 62e), I. Aptsiauri (56e) Transformation(s) : 3 Khutsishvili (33e, 40e, 57e) Carton(s) jaune(s) : 1 S. Aptsiauri (78e) | Rapport           | Essai(s) : 7 Tangitau (en) (4e, 16e), Stodart (en) (9e), Lakai (en) (25e), Hotham (27e), Clark (en) (70e), de pénalité (78e) Transformation(s) : 6 Kemara (en) (5e, 10e, 26e, 28e, 71e), de pénalité (78e) Pénalité(s) : 1 Kemara (65e) Carton(s) jaune(s) : 2 Ake (en) (37e), Wrampling-Alec (en) (51e) | Danie Craven Stadium, Stellenbosch Arbitre : Anthony Woodthorpe |
| 14 juillet 2023 17 h 0 UTC+02:00 | | Rapport           | | Danie Craven Stadium, Stellenbosch Arbitre : Anthony Woodthorpe |

##### Match pour la5eplace
| 14 juillet 2023 14 h 0 UTC+02:00 | Pays de Galles -20 | 33 - 57 (5 - 15) | Australie -20 | Athlone Stadium, Le Cap Arbitre : Angus Mabey (en) |
| 14 juillet 2023 14 h 0 UTC+02:00 | Essai(s) : 5 Lloyd (23e), Ll. Morgan (46e, 65e), Woodman (69e), Williams (78e) Transformation(s) : 4 Edwards (47e, 66e, 70e), Wilde (79e) | Rapport          | Essai(s) : 9 O'Donnell (en) (8e, 41e), Macpherson (30e, 48e), Bowron (en) (34e), Wilson (en) (49e), Bowen (en) (62e), Pearce (en) (72e), Slack-Smith (76e) Transformation(s) : 6 Bowen (42e, 48e, 51e, 63e, 73e, 77e) | Athlone Stadium, Le Cap Arbitre : Angus Mabey (en) |
| 14 juillet 2023 14 h 0 UTC+02:00 | | Rapport          | | Athlone Stadium, Le Cap Arbitre : Angus Mabey (en) |

#### Classement 1 à 4
|  | Demi-finales                                   | Demi-finales                                  |                        |    | Finale                                         | Finale                                         |
|  | Demi-finales                                   | Demi-finales                                  |                        |    | Finale                                         | Finale                                         |
|  |                                                |                                               |                        |    |                                                |                                                |
|  | Le 9 juillet 2023 à l'Athlone Stadium, Le Cap  | Le 9 juillet 2023 à l'Athlone Stadium, Le Cap |                        |    | Le 14 juillet 2023 à l'Athlone Stadium, Le Cap | Le 14 juillet 2023 à l'Athlone Stadium, Le Cap |
|  | Le 9 juillet 2023 à l'Athlone Stadium, Le Cap  | Le 9 juillet 2023 à l'Athlone Stadium, Le Cap |                        |    | Le 14 juillet 2023 à l'Athlone Stadium, Le Cap | Le 14 juillet 2023 à l'Athlone Stadium, Le Cap |
|  | Irlande -20                                    | 31                                            |                        |    | Le 14 juillet 2023 à l'Athlone Stadium, Le Cap | Le 14 juillet 2023 à l'Athlone Stadium, Le Cap |
|  | Irlande -20                                    | 31                                            |                        |    | Le 14 juillet 2023 à l'Athlone Stadium, Le Cap | Le 14 juillet 2023 à l'Athlone Stadium, Le Cap |
|  | Afrique du Sud -20                             | 12                                            |                        |    | Le 14 juillet 2023 à l'Athlone Stadium, Le Cap | Le 14 juillet 2023 à l'Athlone Stadium, Le Cap |
|  | Afrique du Sud -20                             | 12                                            | Irlande -20            | 14 |                                                |                                                |
|  | Le 9 juillet 2023 à l'Athlone Stadium, Le Cap  |                                               | Irlande -20            | 14 |                                                |                                                |
|  |                                                | France -20                                    | 50                     |    |                                                |                                                |
|  | France -20                                     | France -20                                    | 50                     | 52 |                                                |                                                |
|  | France -20                                     |                                               |                        | 52 |                                                |                                                |
|  | Angleterre -20                                 | 31                                            |                        |    |                                                |                                                |
|  | Angleterre -20                                 | 31                                            | Match pour la 3e place |    |                                                |                                                |
|  |                                                |                                               |                        |    |                                                |                                                |
|  | Le 14 juillet 2023 à l'Athlone Stadium, Le Cap |                                               |                        |    |                                                |                                                |
|  |                                                |                                               |                        |    |                                                |                                                |
|  | Afrique du Sud -20                             | 22                                            |                        |    |                                                |                                                |
|  | Afrique du Sud -20                             | 22                                            |                        |    |                                                |                                                |
|  | Angleterre -20                                 | 15                                            |                        |    |                                                |                                                |
|  | Angleterre -20                                 | 15                                            |                        |    |                                                |                                                |

##### Demi-finales
| 9 juillet 2023 16 h 30 UTC+02:00 | Irlande -20 | 31 - 12 (7 - 0) | Afrique du Sud -20 | Athlone Stadium, Le Cap Arbitre : Anthony Woodthorphe |
| 9 juillet 2023 16 h 30 UTC+02:00 | Essai(s) : 4 Nicholson (37e, 59e), Gleeson (49e), Berman (68e) Transformation(s) : 4 Prendergast (38e, 50e, 61e, 66e) Pénalité(s) : 1 Prendergast (71e) | Rapport         | Essai(s) : 2 Khan (en) (45e), C. le Roux (76e) Transformation(s) : 1 Smith (46e) Carton(s) jaune(s) : 1 Potgieter (37e) | Athlone Stadium, Le Cap Arbitre : Anthony Woodthorphe |
| 9 juillet 2023 16 h 30 UTC+02:00 | | Rapport         | | Athlone Stadium, Le Cap Arbitre : Anthony Woodthorphe |

| 9 juillet 2023 19 h 0 UTC+02:00 | France -20 | 52 - 31 (14 - 24) | Angleterre -20 | Athlone Stadium, Le Cap Arbitre : Angus Mabey (en) |
| 9 juillet 2023 19 h 0 UTC+02:00 | Essai(s) : 7 Ferté (16e), Costes (24e), de pénalité (46e), Nouchi (53e), Gazzotti (56e), Jégou (64e), Reus (73e) Transformation(s) : 7 Reus (17e, 25e, 54e, 58e, 65e, 74e), de pénalité (46e Pénalité(s) : 1 Reus (80e) | Rapport           | Essai(s) : 4 Harris (11e), Wills (en) (13e), Cunningham-South (37e), Cleaves (en) (76e) Transformation(s) : 3 Johnson (en) (12e, 14e, 38e) Pénalité(s) : 1 Johnson (3e) Carton(s) jaune(s) : 1 Carnduff (47e) | Athlone Stadium, Le Cap Arbitre : Angus Mabey (en) |
| 9 juillet 2023 19 h 0 UTC+02:00 | | Rapport           | | Athlone Stadium, Le Cap Arbitre : Angus Mabey (en) |

##### Match pour la3eplace
| 14 juillet 2023 16 h 30 UTC+02:00 | Afrique du Sud -20 | 22 - 15 (22 - 15) | Angleterre -20                                                                                            | Athlone Stadium, Le Cap Arbitre : Reuben Keane (en) |
| 14 juillet 2023 16 h 30 UTC+02:00 | Essai(s) : 3 Sieberhagen (10e), Beets (17e), Else (38e) Transformation(s) : 2 Smith (11e, 18e) Pénalité(s) : 1 Smith (20e) | Rapport           | Essai(s) : 2 Wright (en) (22e), Carr (42e) Transformation(s) : 1 Slevin (43e) Pénalité(s) : 1 Slevin (6e) | Athlone Stadium, Le Cap Arbitre : Reuben Keane (en) |
| 14 juillet 2023 16 h 30 UTC+02:00 | | Rapport           | | Athlone Stadium, Le Cap Arbitre : Reuben Keane (en) |

##### Finale
| 14 juillet 2023 19 h 0 UTC+02:00 | Irlande -20 | 14 - 50 (14 - 17) | France -20 | Athlone Stadium, Le Cap Arbitre : Damián Schneider |
| 14 juillet 2023 19 h 0 UTC+02:00 | Essai(s) : 2 Gunne (3e), Devine (30e) Transformation(s) : 2 Prendergast (4e, 31e) Carton(s) jaune(s) : 1 P. McCarthy (38e) | Rapport           | Essai(s) : 7 Ferté (13e, 69e), Julien (34e), Jouvin (42e), Depoortère (45e), Nouchi (75e), Drouet (79e) Transformation(s) : 6 Reus (14e, 35e, 42e, 45e, 76e, 80e) Pénalité(s) : 1 Reus (22e) | Athlone Stadium, Le Cap Arbitre : Damián Schneider |
| 14 juillet 2023 19 h 0 UTC+02:00 | | Rapport           | | Athlone Stadium, Le Cap Arbitre : Damián Schneider |

| Irlande -20 · Titulaires · Henry McErlean 15 · Andrew Osborne 14 · Hugh Gavin (en) 13 · 30e John Devine 12 · James Nicholson 11 · Sam Prendergast 10 · 3e Fintan Gunne 9 · Brian Gleeson 8 · Ruadhán Quinn (en) 7 · James McNabney 6 · Conor O'Tighearnaigh 5 · Diarmuid Mangan 4 · Ronan Foxe 3 · Gus McCarthy 2 · 39e à 49e Paddy McCarthy 1 · Remplaçants · Max Clein 16 · George Hadden 17 · Fiachna Barrett 18 · Charlie Irvine 19 · Evan O'Connell 20 · Oscar Cawley 21 · Matthew Lynch 22 · Sam Berman 23 · Entraîneur · Richie Murphy |  |  |  | France -20 · Titulaires · 15 Mathis Ferté 13e 69e · 14 Léo Drouet 79e · 13 Nicolas Depoortère 45e · 12 Paul Costes · 11 Théo Attissogbé · 10 Hugo Reus · 9 Baptiste Jauneau · 8 Marko Gazzotti · 7 Oscar Jégou · 6 Lenni Nouchi 75e · 5 Posolo Tuilagi · 4 Hugo Auradou · 3 Zaccharie Affane · 2 Pierre Jouvin 42e · 1 Lino Julien 34e · Remplaçants · 16 Thomas Lacombre · 17 Alexandre Kaddouri · 18 Thomas Duchêne · 19 Brent Liufau · 20 Mathis Castro-Ferreira · 21 Léo Carbonneau · 22 Arthur Mathiron · 23 Clément Mondinat · Entraîneur · Sébastien Calvet |

#### Classement final
| Classement final | Équipe               | MJ | V | N | D | PM  | PE  | Diff | EM | EE |
| ---------------- | -------------------- | -- | - | - | - | --- | --- | ---- | -- | -- |
| 1                | France -20           | 5  | 5 | 0 | 0 | 255 | 90  | +165 | 36 | 13 |
| 2                | Irlande -20          | 5  | 3 | 1 | 1 | 156 | 133 | +23  | 23 | 19 |
| 3                | Afrique du Sud -20   | 5  | 3 | 0 | 2 | 117 | 119 | –2   | 12 | 13 |
| 4                | Angleterre -20       | 5  | 1 | 2 | 2 | 155 | 137 | 18   | 21 | 20 |
| 5                | Australie -20        | 5  | 3 | 1 | 1 | 179 | 157 | +22  | 27 | 21 |
| 6                | Pays de Galles -20   | 5  | 2 | 0 | 3 | 159 | 167 | −8   | 24 | 25 |
| 7                | Nouvelle-Zélande -20 | 5  | 3 | 0 | 2 | 188 | 149 | +39  | 28 | 23 |
| 8                | Géorgie -20          | 5  | 2 | 0 | 3 | 120 | 121 | −1   | 16 | 18 |
| 9                | Argentine -20        | 5  | 3 | 0 | 2 | 147 | 101 | +46  | 20 | 10 |
| 10               | Fidji -20            | 5  | 1 | 0 | 4 | 134 | 215 | −81  | 19 | 33 |
| 11               | Italie -20           | 5  | 2 | 0 | 3 | 137 | 167 | −30  | 19 | 23 |
| 12               | Japon -20            | 5  | 0 | 0 | 5 | 97  | 268 | −171 | 14 | 41 |

L'équipe de France signe sa série de trois victoires consécutives avec des statistiques qui illustrent sa domination : plus de 50 points marqués par match, 7 essais et 30 points d'avance en moyenne. Hugo Reus est le meilleur marqueur (62 points, 12,4 pts/match) et le meilleur buteur (52 points, deux pénalités et 23 transformations).